# Новая Гута (Ивано-Франковская область)
Новая Гута (укр. Нова Гута) — село в Ямницкой сельской общине Ивано-Франковского района Ивано-Франковской области Украины.
Население по переписи 2001 года составляло 188 человек. Занимает площадь 2,27 км². Почтовый индекс — 77420. Телефонный код — 03436.